# Four Year Strong
Pour les articles homonymes, voir FYS.
Four Year Strong (FYS) est un groupe de hardcore mélodique américain, originaire de Worcester, dans le Massachusetts. Il est connu comme l'un des précurseurs du easycore.

## Biographie

### Débuts (2001–2006)
Four Year Strong est formé en 2001 à Worcester, dans le Massachusetts, par Dan O'Connor, Alan Day, Jake Massucco, Joe Weiss, et Josh Lyford. Dan O'Connor, Alan Day et Jake Massucco sont d'anciens étudiants de la Doherty Memorial High School à Worcester. Ils publient leur premier album, It's Our Time, peu après leur création. L'album est limité à 400 exemplaires. Le groupe publie une démo en 2006, qui comprend les premières versions des chansons de Rise or Die Trying.

### Rise or Die TryingetExplains It All(2006–2009)
L'album Rise or Die Trying, publié en 2007 par I Surrender Records, atteint la 31e place des Billboard Top Heatseekers à sa première semaine de sortie. Grâce à sa popularité grandissante, le groupe signe avec le label Decaydance Records en février 2008
Le 21 juillet 2009, Four Year Strong publie un album de reprises intitulé Explains It All. L'album fait participer Keith Buckley d'Every Time I Die, Travis McCoy de Gym Class Heroes, et JR et Buddy de Less than Jake. Le groupe explique les raisons qui l'ont poussé à publier cet album sur MySpace : « C'est ce avec quoi on a grandi. Ce sont des chansons qui rappellent notre jeunesse. Quand on était dans nos chambres [...]. »

### Enemy of the World(2010–2011)

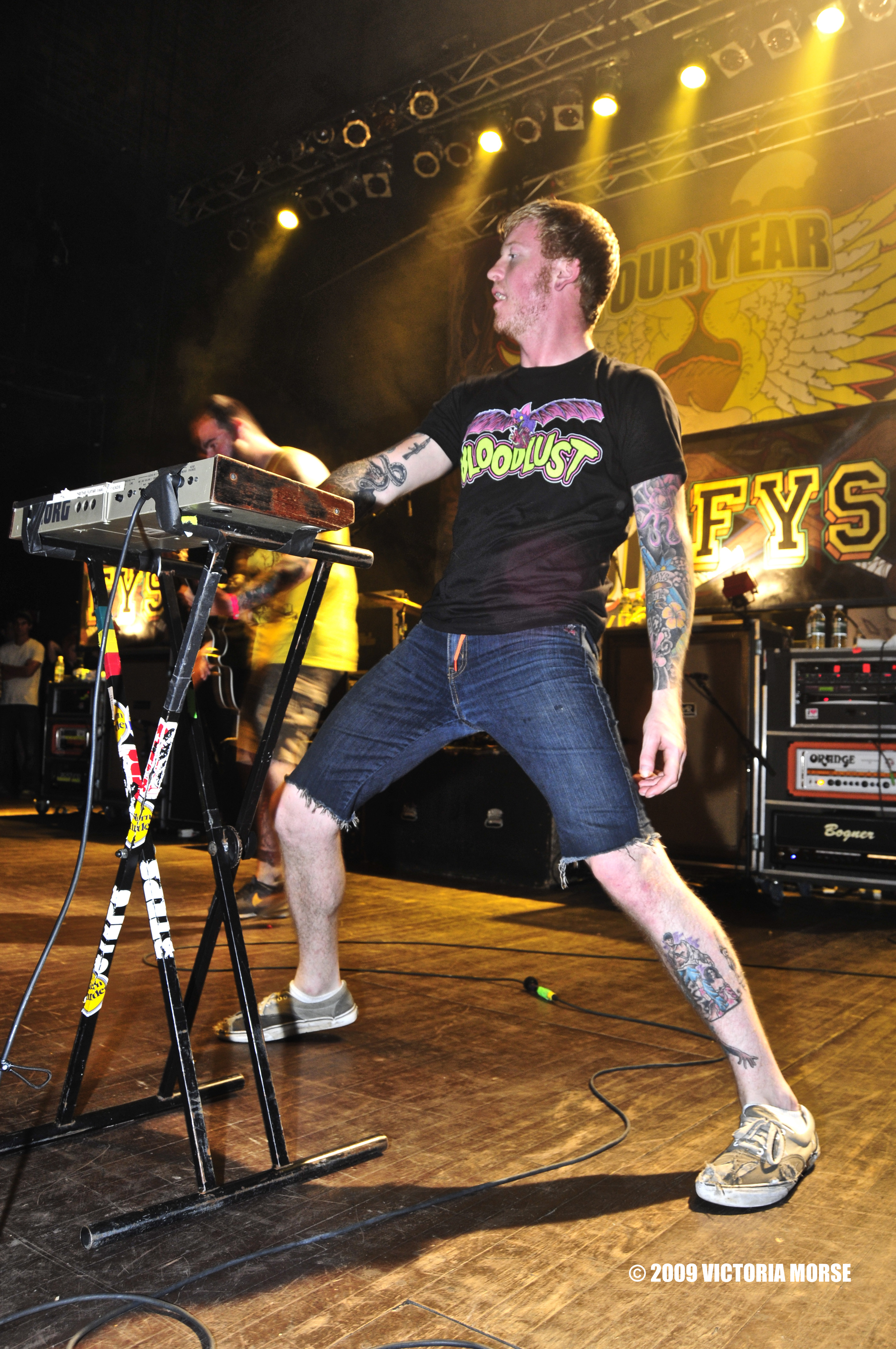
Four Year Strong surscène en 2009.

Le troisième album du groupe, Enemy of the World, est publié le 9 mars 2010 chez Universal Motown Records. Le groupe publie son premier single, It Must Really Suck to Be Four Year Strong Right Now, le 21 décembre 2009.
Le titre de la chanson fait référence à une chronique sur l'Alternative Press qui félicite le nouvel album de Set Your Goals. La version vinyle est en précommande dès le 11 mars 2010.

### In Some Way, Shape, or Formet pause (2011–2012)

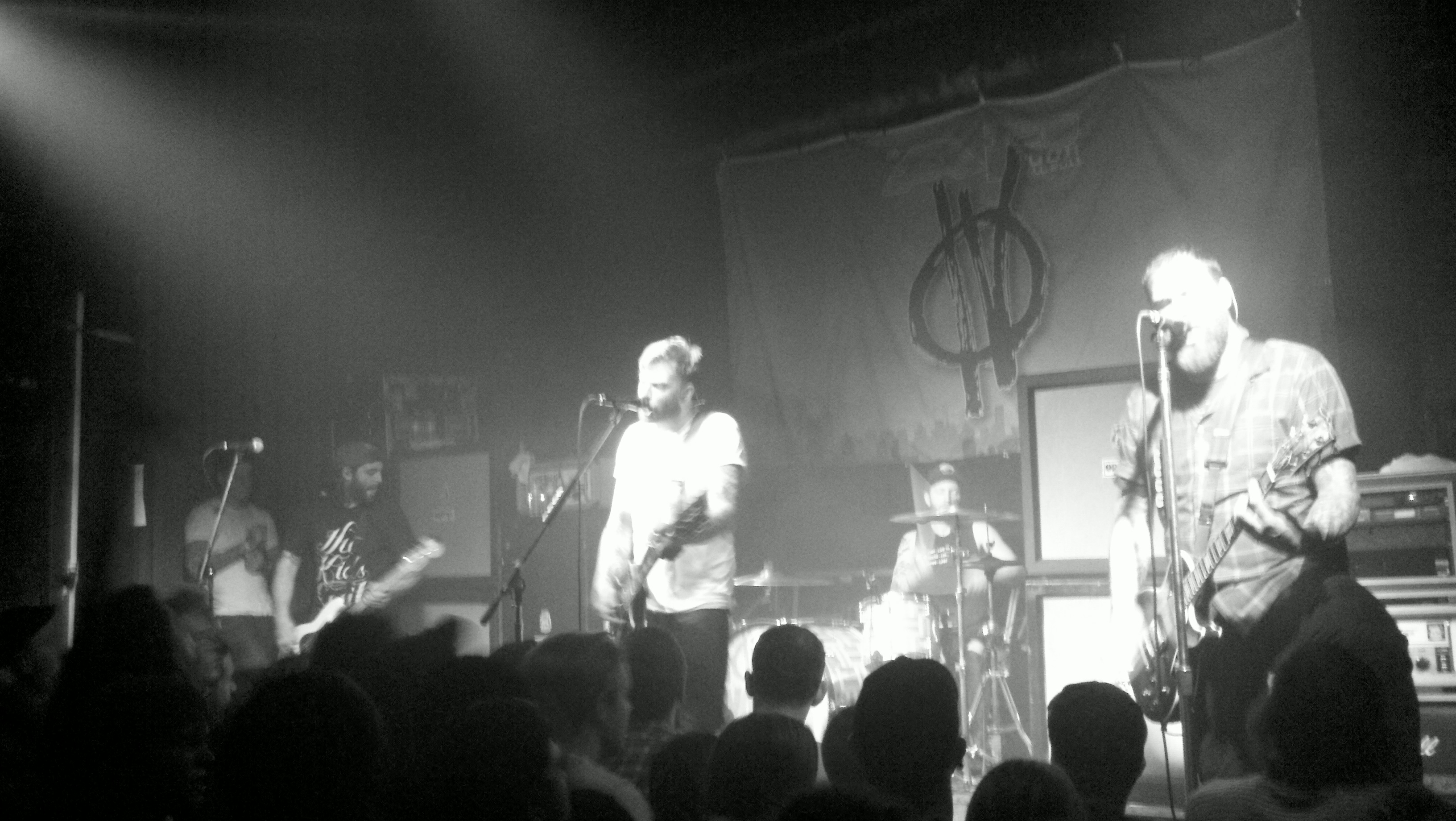
Four Year Strong au Soma, de San Diego, en Californie.

Le 3 avril 2011, le groupe annonce le départ de Josh Lyford. Il devait à l'origine partir pour se consacrer à son projet solo, Foxfires. Cependant, Lyford et Alan Day que le groupe ne souhaitait plus de morceaux de synthétiseur, menant alors au départ de Lyford. Le 13 avril 2011, le groupe révèle être en plein milieu des enregistrements de leur quatrième studio avec le producteur David Bendeth, au studio House of Loud, dans le New Jersey. Le groupe reviendra sans Josh Lyford, pour finir l'album en juin, et tourner avec Rise Against.
Le 18 août 2011, le groupe publie Stuck in the Middle, une nouvelle chanson de leur album à venir. Ils annoncent le titre, In Some Way, Shape, or Form, et sa date de sortie pour le 8 novembre 2011. Le 8 septembre 2011, le groupe publie le single Falling on You. Le premier single officiel de l'album, Just Drive, est publié le 27 septembre 2011.
En mai 2012, Four Year Strong se sépare du label Universal Motown/Universal Republic.

### Self-titled(depuis 2013)
À leur concert annuel à Worcester, en 2013, Four Year Strong annonce un nouvel album. Ils annoncent ensuite une tournée nord-américaine avec Bayside pour avril 2014 et une apparition au Vans Warped Tour en été. Le 27 mai 2014, le groupe annonce un EP intitulé Go Down in History, chez Pure Noise Records, le 22 juillet 2014. Le premier single de l'EP, Tread Lightly, est publié le 5 juin, et l'EP est mis en streaming le lendemain.
Le 9 avril 2015, ils publient le single We All Float Down Here, suivi de I'm a Big, Bright, Shining Star et Eating My Words le 27 avril et le 13 mai, respectivement. Leur labum est publié le 27 mai 2015.

## Membres

### Membres actuels
- Dan O'Connor - chant, guitare (depuis 2001)
- Alan Day - chant, guitare (depuis 2001)
- Jackson « Jake » Massucco - batterie (depuis 2001)
- Joe Weiss - basse, chœurs (depuis 2004)

### Anciens membres
- Josh Lyford - claviers, synthétiseur, chant (2006–2011)

## Discographie

### Albums studio
- 2005 : It's Our Time
- 2007 : Rise or Die Trying
- 2010 : Enemy of the World
- 2011 : In Some Way, Shape or Form
- 2015 : Four Year Strong
- 2020 : Brain Pain